# 江西省科学技术厅
江西省科学技术厅是中华人民共和国江西省人民政府的组成部门。

## 组织结构
| 省科技厅设11个职能处（室） - 办公室（省国防科技动员办公室） - 政策法规与体制改革处 - 发展计划处 - 重大专项处 - 条件财务处 - 高新技术发展及产业化处 - 农村科技处 - 社会发展科技处 - 国际合作处 - 科技成果与技术市场处 - 直属机关党委（人事处） | - 省知识产权局 - 机关后勤服务中心 - 省科技发展研究中心 - 省科技交流中心 - 省科技干部培训中心 - 省创新基金管理中心 - 省科技金融管理服务中心 - 省科技情报研究所 - 省计算技术研究所 - 省分析测试研究所 - 省专利事务所 - 庐山植物园 - 省科技项目服务中心 - 省科学器材公司 |